# Urania (nave ospedale)
L'Urania (già Genova, già Hungaria) è stata una nave ospedale della Regia Marina ed un piroscafo passeggeri italiano (in precedenza austroungarico).

## Storia
Impostata nel luglio 1913 nei cantieri San Rocco di Muggia, la nave venne varata nel marzo 1914 e completata nell'aprile 1916, in piena prima guerra mondiale. Costruita per il Lloyd Austriaco, con sede a Trieste, con il nome di Hungaria, l'unità era in origine un piroscafo passeggeri da 7077 tonnellate di stazza lorda, della capienza di 179 passeggeri (133 in prima classe e 46 in seconda). 

LHungaria fotografato a Melbourne nei primi anni di servizio.

Causa la guerra in corso, l'Hungaria stazionò inattivo per i due anni successivi nell'Arsenale Lloyd di Trieste, entrando infine in servizio nel 1919 (iscritto al Compartimento marittimo di Trieste con matricola 336) per il Lloyd Triestino, nome assunto dal Lloyd Austriaco dopo il passaggio all'Italia dei territori giuliani.
La nave aveva in origine due fumaioli, uno solo dei quali effettivamente utilizzato come tale, mentre il secondo aveva una funzione esclusivamente estetica, per ‘bilanciare’ il profilo della nave. Nel 1922, a seguito di lavori di modifica, il secondo fumaiolo venne eliminato, e nel 1923 la nave venne ribattezzata Genova.
Nel 1923-1924 il piroscafo venne trasferito alla Società Marittima Italiana con sede a Genova (dal 1924 a Trieste), che lo impiegò sulla linea per Bombay e l'Estremo Oriente. Nel 1931 o 1932, con l'assorbimento della Marittima Italiana da parte del Lloyd Triestino, il Genova tornò al suo vecchio proprietario, venendo ribattezzato Urania (1933) e sottoposto a lavori di rimodernamento tra il 1932 ed il 1933, che ampliarono la sua capienza a 399 passeggeri, dei quali 60 in prima classe, 139 in seconda e 200 in terza (la stazza lorda divenne di 7099 tsl, con una portata lorda di 4870 tpl).

Dopo l'Incidente di Ual Ual, nel gennaio 1935 l'Urania venne dapprima noleggiato e poi requisito in febbraio dalla Regia Marina insieme ad un altro piroscafo del Lloyd Triestino, il Tevere, cui qualche mese dopo si aggiunsero altre sei navi passeggeri (Vienna, California, Gradisca, Helouan, Aquileia e Cesarea), per il trasporto dei feriti e dei malati tra le truppe inviate in Eritrea e Somalia in preparazione dell'invasione dell'Etiopia. Dotate di attrezzature molto all'avanguardia per l'epoca (tra cui apparati di condizionamento dell’aria), queste navi non vennero classificate e denunciate presso gli appositi organismi internazionali come navi ospedale, ma come «navi trasporto infermi»: dato che delle navi ospedale non avrebbero potuto trasportare truppe e rifornimenti ma solo feriti e malati, tale classificazione venne ideata per poter utilizzate le unità in questione come trasporti di truppe e rifornimenti per le operazioni in Eritrea e Somalia all'andata, senza ledere le convenzioni internazionali, e per rimpatriare e curare feriti e malati al ritorno (le missioni delle navi trasporto infermi si concludevano sempre a Napoli). 

LUrania, in uso come nave trasporto infermi, entra a rimorchio nel Mar Piccolo di Taranto.

Tale decisione venne motivata anche dal fatto che occorreva sfruttare appieno ogni singolo viaggio, dato che Massaua, Chisimaio e gli altri porti di Eritrea e Somalia erano scarsamente ricettivi ed attrezzati in maniera non adeguata. Ugualmente provviste di dotazioni sanitarie e di personale medico (tra cui una dozzina di crocerossine), le navi trasporto infermi si distinguevano dalle navi ospedale per la colorazione, bianca ma priva di croci rosse e strisce verdi prescritte per tali unità.
Qualora fossero insorte più serie complicazioni con il Regno Unito era stato deciso che le navi trasporto infermi sarebbero state subito denunciate a Ginevra come vere e proprie navi ospedale, ma tale risoluzione non venne mai attuata. Dal 1935 al luglio 1936 (periodo in cui le navi trasporto infermi compirono in tutto 57 missioni, trasportando 27.049 tra feriti e malati) l'Urania, dotata di 560 posti letto, venne quindi impiegata tra l'Italia e la futura Africa Orientale Italiana, trasportando truppe all'andata ed infermi al ritorno. L'informazione che il 18 novembre 1935 la nave avesse lasciato Napoli per l'Africa Orientale con a bordo il maresciallo d'Italia Pietro Badoglio, nominato Alto Commissario per le Colonie dell'Africa Orientale è inesatta: a quella data l'Urania era infatti a Massaua. Badoglio vi giunse la notte del 27 novembre a bordo del Samnio (cfr. il diario di Elena Pesenti Agliardi, crocerossina volontaria sul Vienna, inedito e in via di pubblicazione).
Riclassificate come vere e proprie navi ospedale e dotate dei contrassegni regolamentari, Urania e Tevere presero poi parte alle prime vicende della guerra civile spagnola: il 22 luglio 1936, cinque giorni dopo lo scoppio del conflitto, le due navi giunsero in Spagna, dove vennero utilizzate per l'evacuazione dei cittadini italiani e stranieri residenti in quella nazione ed intenzionati ad allontanarsene per non rimanere coinvolti nella guerra. Tra il 22 luglio ed il 10 agosto 1936 vennero evacuate complessivamente 8381 persone, tra cui circa 2000 italiani. Il salvataggio di tali persone, da parte di plotoni di marinai delle navi italiane deputati alla loro scorta ed alle trattative, risultò piuttosto complesso, in quanto esse erano considerate come latitanti dalle autorità repubblicane spagnole.
L'Urania venne derequisita e restituita agli armatori nell'agosto 1936, riprendendo quindi il servizio passeggeri sulle linee del Mar Rosso e dell'Oceano Indiano con destinazione Australia ed Estremo Oriente. Nel dicembre 1939 la nave trasportò in Africa Orientale Italiana la compagnia del noto attore Totò, diretta in quella colonia per un giro di spettacoli, dietro appoggio del Ministero della cultura popolare. In uno degli ultimi viaggi prima della guerra l'Urania trasportò in Australia 900 rifugiati ebrei in fuga dall'Italia.

LUrania in sosta a Porto Said il 2 aprile 1940, durante il suo ultimo viaggio.

Il 10 giugno 1940, all'ingresso dell'Italia nella seconda guerra mondiale, l'Urania si trovava a Massaua, in Eritrea: come molte altre unità mercantili là sorprese dallo scoppio del conflitto, il piroscafo stazionò inattivo nel porto eritreo per i successivi dieci mesi.
Agli inizi dell'aprile 1941, quando era ormai evidente la prossima caduta di Massaua davanti all'avanzata britannica in Eritrea, l'Urania, insieme a diverse altre unità mercantili (i piroscafi passeggeri Nazario Sauro e Giuseppe Mazzini, la motonave da carico Capitano Bottego, le pirocisterne Giove e Prometeo, il piroscafo misto Tripolitania) e militari (le navi cisterna Niobe e Bronte, il rimorchiatore d'alto mare Ausonia, i rimorchiatori d'uso locale Malamocco, Oneglia, Pirano, Panaria, Porto Venere, Formia, San Giorgio e San Paolo) si trasferì nelle Isole Dahlak, arcipelago non lontano da Massaua, per evitare la cattura. Il 2 aprile un attacco aereo inglese su Nocra incendiò ed affondò il Mazzini (e secondo alcune fonti anche la Prometeo, mentre sarebbe stato danneggiato lo stesso Urania), poi, nei giorni successivi, tutte le navi rifugiate alle Dahlak si autoaffondarono per non cadere in mano nemica: nella notte tra il 3 ed il 4 aprile 1941 l'Urania fu la prima nave ad avviare le manovre di autoaffondamento, abbattendosi sul lato sinistro ed affondando su fondali di 20-25 metri nel golfo (‘mare interno’) della Grande Dahlak, lasciando emergere gran parte della fiancata di dritta. Nei giorni seguenti ne seguirono la sorte anche le altre unità: il 4 aprile la Giove (golfo del Gubbet), il 6 la Capitano Bottego, il Nazario Sauro (la prima nel golfo del Gubbet, il secondo a Dahlak Kebir) ed il Tripolitania, quindi, l'8 aprile, alle 2.30, nel golfo del Gubbet Mus Nefit, la Prometeo. Negli stessi giorni si autoaffondarono anche i rimorchiatori Ausonia (il 15 aprile), Malamocco, Oneglia, Pirano, Porto Venere e Panaria nel Gubbet Mus Nefit, nonché il Formia, il San Paolo ed il San Giorgio (tra Dahlak Kebir e Nocra, ma l'informazione non è certa) e le navi cisterna Bronte e Niobe nel canale tra Nocra e Dahlak Kebir.
Il relitto dell'Urania, con la fiancata di dritta emergente e consumata dalla ruggine (in essa nidificano varie specie di uccelli marini, come aironi, martin pescatori, sule, sterne e gabbiani), giace su fondali di 20-25 metri in posizione 15°39'35" N e 40°00'23" E, accanto al relitto di un mercantile sconosciuto affondato in tempi più recenti.